# Каменско-Белоярская волость
Каменско-Белоярская (Каменно-Белоярская) волость — административная единица Кустанайского уезда Тургайской области Российской Империи, существовавшая в 1909 -1924 гг.. Административный центр - поселок Каменский.  В состав волости входили 4 административные единицы. На 19 сентября 1919 года население поселков, входящих в волость составляло 5008 человек. Подавляющее большинство населения - украинцы и русские.
| Населенный пункт | Мужчины | Женщины | Всего |
| ---------------- | ------- | ------- | ----- |
| Каменский        | 1311    | 1200    | 2511  |
| Белояровский     | 952     | 977     | 1929  |
| Люцинский        | 94      | 104     | 198   |
| Узункульский     | 178     | 192     | 370   |

## Административные изменения
Каменский сельский совет
В 1922 году волость вошла в состав Боровского уезда Кустанайской губернии. В 1930-х годах  Каменско-Белоярская волость в своих границах (за исключением территории поселка Люцинский) образовала Каменский сельский совет. В состав Каменского сельсовета входили поселки Белояровка, Уйское, Балыктинский, аул Тенизбаевский. Население сельского совета в 1936 году составляло 2206 человек.
| Населенный пункт          | Мужчины | Женщины | Всего |
| ------------------------- | ------- | ------- | ----- |
| Каменский                 | 321     | 407     | 728   |
| Белояровский              | 485     | 569     | 1054  |
| Уйский                    | 49      | 47      | 96    |
| Балыктинский              | 151     | 153     | 304   |
| Тенизбаевский             | 7       | 5       | 12    |
| кордон Боровского лесхоза | 2       | 1       | 3     |
| кордон Балыктинский       | 4       | 5       | 9     |

В 1963 году в связи с расформированием Введенского района, Каменский сельсовет был передан в состав Мендыкаринского района. В 1964 году сельский совет был расформирован и поделен между Вишневым сельским советом (туда вошли почти все населенные пункты, кроме села Каменка) и Введенским сельским советом, при этом Каменка потеряла статус центральной усадьбы.

## История
Волость образована в 1913-1915 годах на северо-восточной окраине Кенеральской волости после значительного прироста населения в поселках Белояровка, Каменский и Люцинский.
Уроженцы Каменско-Белоярской волости принимали участие в Первой Мировой войне. Известны имена 280 уроженцев волости, принявших в ней участие.
На полях сражений Второй Мировой войны погибло много белояровцев, но большая часть воинов вернулись на малую родину, оставив о себе добрую память. Около двух сотен белояровцев участвовало во Второй Мировой войне

## Известные люди
На территории Каменско-Белоярской волости родился и проживал вместе с родителями до 1922 года будущий Герой Советского союза Иван Макарович Журба. За доблесть и мужество, проявленные в боях за Днепр, за освобождение Киева Ивану Макаровичу Журбе Указом Президиума Верховного Совета СССР от 3 июня 1944 года было присвоено звание Героя Советского Союза.